# Datunying
Datunying (kinesiska: 大屯营, 大屯营乡) är en socken i Kina. Den ligger i provinsen Hunan, i den södra delen av landet, omkring 40 kilometer sydväst om provinshuvudstaden Changsha. Antalet invånare är 34966. Befolkningen består av 17 405 kvinnor och 17 561 män. Barn under 15 år utgör 16,0 %, vuxna 15-64 år 69 %, och äldre över 65 år 13,0 %.
Genomsnittlig årsnederbörd är 1 784 millimeter. Den regnigaste månaden är maj, med i genomsnitt 354 mm nederbörd, och den torraste är oktober, med 38 mm nederbörd.